# Palomares del Río
Palomares del Río è un comune spagnolo di 9 020 abitanti situato nella comunità autonoma dell'Andalusia.

## Geografia fisica
Il confine orientale è segnato dal Guadalquivir.